# Ieng Sary
Ieng Sary, född 24 oktober 1925 i Tra Vinh-provinsen i Vietnam, död 14 mars 2013 i Phnom Penh i Kambodja, var en kambodjansk kommunistisk politiker. 
Han var delaktig i bildandet av Kambodjas kommunistiska parti, mer känt som Röda khmererna. Han var under lång tid en av rörelsens mest framstående ledare, underställd den högste ledaren Pol Pot, som han hade känt sedan unga år. Pol Pot och Ieng Sary studerade bland annat tillsammans i Paris och var gifta med två systrar, Khieu Ponnary respektive Ieng Thirith. Medan Pol Pot kallades "broder nummer ett" fick Ieng Sary titeln "broder nummer tre" ("broder nummer två" var Nuon Chea).

## Minister i Demokratiska Kampuchea

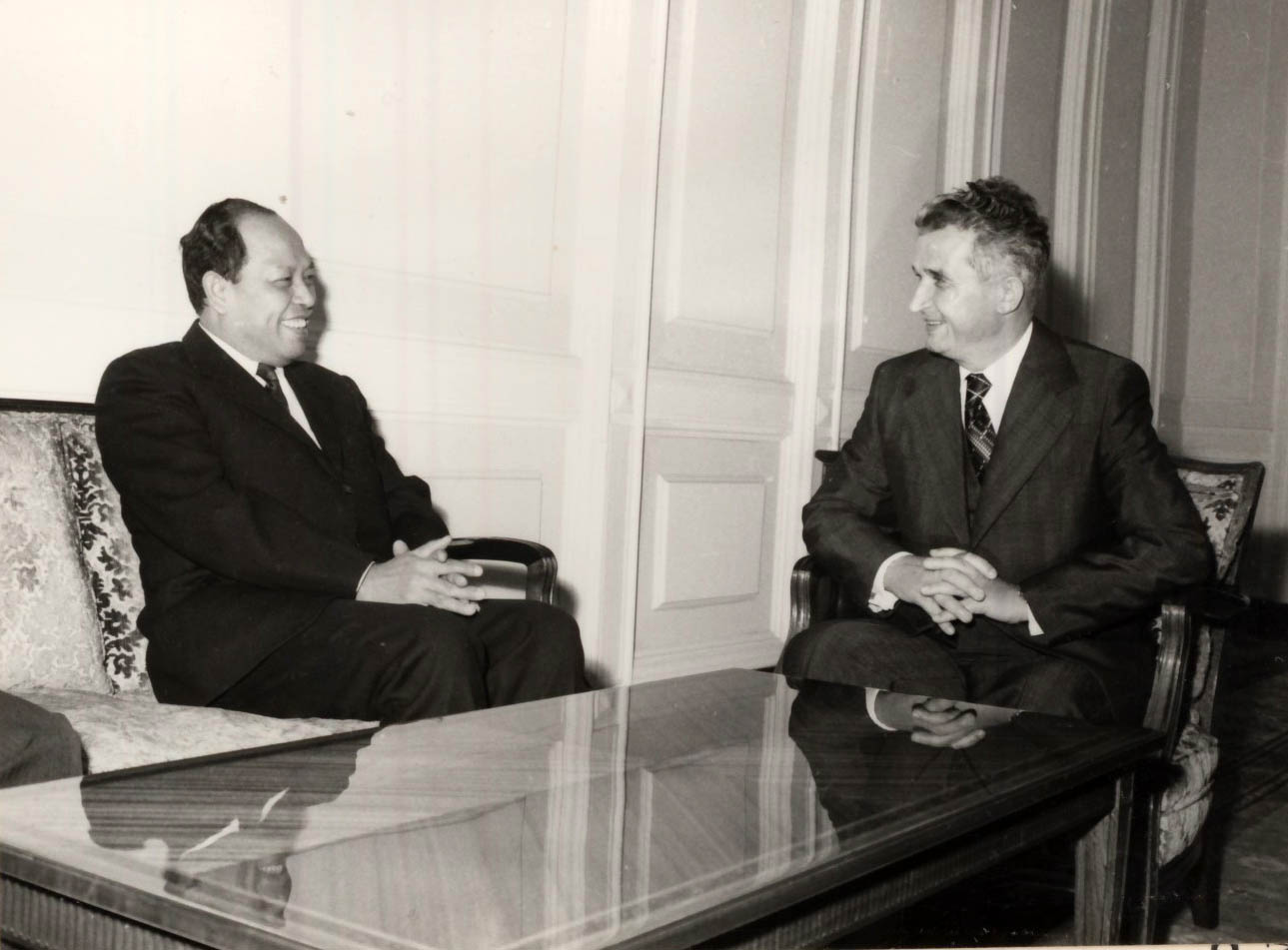
Ieng Sary och Nicolae Ceaușescu 1976.

Röda khmererna grep makten i Kambodja år 1975, i en kaotisk situation som bland annat utlösts av Vietnamkriget. Den nya kommunistiska staten fick i januari 1976 namnet Demokratiska Kampuchea. Mycket allvarliga övergrepp förövades under dess ledning, i vad som har beskrivits som ett folkmord. 
Ieng Sary tillhörde statens ledning hela tiden från 1975 fram till kommunistregeringens störtande genom en vietnamesisk invasion i januari 1979. Landet var under denna tid mycket slutet mot omvärlden, men som utrikesminister och vice premiärminister kom Ieng Sary att fungera som Pol Pot-styrets "ansikte utåt".
Hans hustru Ieng Thirith var socialminister och svägerska till Pol Pot. Hon ansågs vara regeringens mäktigaste kvinnliga medlem.

## Efter Demokratiska Kampuchea
Efter att Röda khmerernas regering störtats återgick rörelsen till att uppträda som en gerillastyrka. Den frånsvor sig så småningom sin marxistisk-leninistiska ideologi och slöt olika allianser med andra grupper, men fortsatte strida mot den nya Vietnamstödda regeringen. 
Ieng Sary spelade även fortsatt en roll i gruppens ledning. Han levde under vissa perioder i Thailand där han fick sjukhusvård. 
År 1996 bröt Ieng Sary med Röda khmererna, och anklagade Pol Pot och dennes efterträdare Kieu Samphan för att ha varit ansvariga för alla förbrytelser under Demokratiska Kampuchea-perioden. Hans anhängare tog då namnet Demokratiska nationella unionspartiet, och stred med Röda khmererna. Ieng Sary överlämnade sig därefter till den kambodjanska staten och benådades av regeringen.
Både Ieng Sary och Ieng Thirith arresterades emellertid  2007. Ieng Thirith ansågs vara för sjuklig för att ställas inför rätta (hon avled 2012), men Ieng Sary, Nuon Chea och Khieu Samphan ställdes inför rätta i Kambodjatribunalen år 2011. De åtalades för krigsbrott och brott mot mänskligheten under Demokratiska Kampucheas styre. Ieng Sary avled i mars 2013, innan dom hunnit avkunnas.